# Yanagawa Heisuke
Yanagawa Heisuke (柳川 平助 Yanagawa Heisuke, Liễu Xuyên Bình Trợ) (2/10/1879 - 22/1/1945) là một trung tướng lục quân của Lục quân Đế quốc Nhật Bản.

## Tiểu sử
Yanagawa sinh tại thành phố Nagasaki nhưng lớn lên tại tỉnh Oita trong một gia đình nhận ông làm con nuôi. Năm 1900, Yanagawa tốt nghiệp Trường Sĩ quan Lục quân (陸軍士官学校,). Năm 1912, tốt nghiệp Đại học Lục quân (陸軍大学校).
Yanagawa từng tham gia Chiến tranh Nga-Nhật, từng là tùy viên quân sự tại Trung Quốc, giảng viên trường võ bị ở Bắc Kinh, thành viên phái đoàn Nhật Bản đàm phán Hiệp định Hòa bình Versailles, thành viên phái đoàn Nhật Bản ở Hội Quốc Liên từ năm 1920 đến năm 1923.
Khoảng thời gian đó, Yanagawa tham gia vào cuộc tranh chấp nội bộ của Lục quân Nhật Bản và đứng về phe Kodaha - phe của các sĩ quan trẻ muốn thành lập một chính phủ quân phiệt và độc tài ở Nhật Bản.
Tiến thân bằng con đường sĩ quan kỵ binh, Yanagawa được phong hàm tướng vào tháng 12 năm 1931. Từ năm 1932 đến 1934, Yanagawa giữ cương vị Thứ trưởng Bộ Chiến tranh. Ông đồng thời là Sư đoàn trưởng Sư đoàn số 1 khét tiếng của Lục quân Nhật Bản. Từ năm 1935 đến 1936, Yanagawa là Tư lệnh Quân đoàn Đài Loan.
Trong Chiến tranh Trung-Nhật, Yanagawa là Tư lệnh Quân đoàn số 10. Trong trận Thượng Hải, Yanagawa đã chỉ huy đơn vị của mình truy kích quân Trung Quốc đang tháo chạy. Sau đó, ông tiếp tục chỉ huy một cánh quân Nhật trong trận Nam Kinh. Đơn vị của Yanagawa đã gây ra thảm sát Nam Kinh.
Năm 1938, Yanagawa thôi phục vụ trong quân đội và trở thành quan chức chính phủ và có lúc là Bộ trưởng Bộ Tư pháp, Cảnh sát trưởng Tokyo.

### Sách
- Dupuy, Trevor N. (1992). Bách khoa toàn thư Tiểu sử Quân đội. I B Tauris & Co Ltd. ISBN 1-85043-569-3.
- Chang, Iris (1998). Thảm sát Nam Kinh: The Forgotten Holocaust of World War II. Penguin. isbn = 0140277447. {{Chú thích sách}}: Thiếu dấu sổ thẳng trong: |id= (trợ giúp)
- Dorn, Frank (1974). Chiến tranh Trung-Nhật, 1937-1941: Từ cầu Marco Polo đến Trân Châu Cảng. MacMillan. isbn = 0025322001. {{Chú thích sách}}: Thiếu dấu sổ thẳng trong: |id= (trợ giúp)
- Tanaka, Masaaki (1998). What Really Happened in Nanking. Sekai Shuppan. isbn = 4916079078. {{Chú thích sách}}: Thiếu dấu sổ thẳng trong: |id= (trợ giúp)
- Ammenthorp, Steen. "Yanagawa Heisuke". Những tướng lĩnh trong thế chiến II.